# Bauan

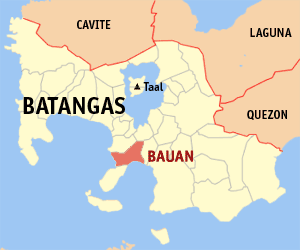
Bauans läge i Batangas

Bauan är en ort i Filippinerna som ligger i provinsen Batangas i regionen CALABARZON. Den hade 79 831 invånare vid folkräkningen 2007. Bauan räknas officiellt inte som stad utan är en kommun. Kommunen är indelad i 40 smådistrikt, barangayer, varav samtliga är klassificerade som urbana.